# A.C. Milan w sezonie 1976/1977

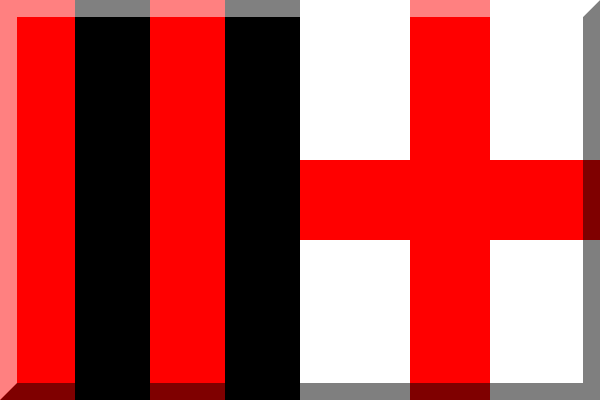
Klubowe barwy Milanu

Osiągnięcia i skład piłkarskiego zespołu A.C. Milan w sezonie 1976/77.

## Osiągnięcia
- Serie A: 10. miejsce
- Puchar Włoch: zwycięstwo
- Puchar UEFA: odpadnięcie w 1/8 finału

## Podstawowe dane
- Oficjalna nazwa klubu: Associazione Calcio Milan
- Siedziba klubu: Via F. Turati 3
- Boisko: San Siro
- Prezes klubu:  Vittorio Duina;  Felice Colombo
- Trener zespołu:  Giuseppe Marchioro[1]
- Kapitan drużyny:  Gianni Rivera

## Skład zespołu
Bramkarze:
| Włochy | Enrico Albertosi  |
| Włochy | Antonio Rigamonti |

Obrońcy:
| Włochy | Angelo Anquilletti |
| Włochy | Aldo Bet           |
| Włochy | Simone Boldini     |
| Włochy | Fulvio Collovati   |
| Włochy | Aldo Maldera       |
| Włochy | Giorgio Morini     |
| Włochy | Giuseppe Sabadini  |
| Włochy | Maurizio Turone    |

Pomocnicy:
| Włochy | Giorgio Biasiolo |
| Włochy | Fabio Capello    |
| Włochy | Duino Gorin      |
| Włochy | Gianni Rivera    |

Napastnicy:
| Włochy | Alberto Bigon      |
| Włochy | Giorgio Braglia    |
| Włochy | Egidio Calloni     |
| Włochy | Massimo Silva      |
| Włochy | Francesco Vincenzi |